# دانشگاه کرانفیلد
دانشگاه کرانفیلد (انگلیسی: Cranfield University) دانشگاه دولتی تحصیلات تکمیلی و مرکز پژوهشی بریتانیایی است، که در زمینه ارائه آموزش‌های تخصصی، در حوزه‌های علوم پایه، مهندسی، فناوری و مدیریت فعالیت می‌کند. دانشگاه کرانفیلد در سال ۱۹۴۶ تحت عنوان کالج هوانوردی، توسط نیروی هوایی سلطنتی بریتانیا، در فرودگاه کرنفیلد تأسیس شد.